# Oss emellan
Oss emellan är en svensk dramafilm från 1969 i regi av Stellan Olsson. I rollerna ses bland andra Per Oscarsson, Bärbel Oscarsson och Beppe Wolgers. Filmen var Olssons debut som regissör.

## Handling
Per Olofsson lever med sin familj i ett litet samhälle. Han ses som en avvikande person och jagas av polis och samhällets mer ansedda medborgare.

## Om filmen
Manusförfattare var Olsson tillsammans med Oscarsson och inspelningen ägde rum i Stockholm samt Nyhamnsläge i Skåne. Fotografer var Jesper Høm och Lars Dahlqvist och klippare Ingemar Ejve. Filmen premiärvisades den 13 maj 1969 på Filmfestivalen i Cannes och Sverigepremiär hade den 16 maj på biograf Sergel i Stockholm. Den är 114 minuter lång, i färg och barntillåten.
Oss emellan har visats i SVT, bland annat i februari 2020 och 17 januari 2022.

## Rollista
- Per Oscarsson – Per Olofsson, keramiker
- Bärbel Oscarsson – Bärbel Olofsson, hans fru
- Beppe Wolgers – Åge, vännen
- Christina Johansson – Christina, en ung flicka
- Lars-Erik Ström – konstnärsvän
- Bengt Winberg	– konstnärsvän
- Carl Gyllenberg – konstnärsvän
- Maria Oscarsson – Pers och Bärbels dotter
- Boman Oscarsson – Pers och Bärbels son
- Lina Oscarsson – Pers och Bärbels dotter
- Harry Hällgren – medlem av bolagsstyrelsen
- Ole Blegel – medlem av bolagsstyrelsen
- Harald Hafström – medlem av bolagsstyrelsen
- Carl Svensson	– medlem av bolagsstyrelsen
- Herbert Jacobi – medlem av bolagsstyrelsen
- Stina Jacobi – medlem av bolagsstyrelsen
- Einar Jensen – medlem av bolagsstyrelsen
- Birger Runesjö – medlem av bolagsstyrelsen
- Gunnar Olsson	– en friställd arbetare